# 巴拉吉耶多尔特
巴拉吉耶多尔特（法語：Balaguier-d'Olt，法語發音：[balaɡje dɔlt]，意为“奥尔特河的巴拉吉耶”）是法国阿韦龙省的一个市镇，属于鲁埃格自由城区。

## 地理
巴拉吉耶多尔特（44°31'25"N, 1°58'20"E）面积10.84 平方千米，位于法国奧克西塔尼大區阿韦龙省，该省份为法国南部内陆省份，位于法國中央高原南部，北起顺时针与康塔爾省、洛泽尔省、加尔省、埃罗省、塔恩省、塔恩-加龙省和洛特省接壤。
与巴拉吉耶多尔特接壤的市镇（或旧市镇、城区）包括：昂贝拉克、富瓦萨克、蒙萨莱斯、科斯和迪耶日、弗龙特纳克、拉罗克图瓦拉克、圣皮埃尔图瓦拉克。
巴拉吉耶多尔特的时区为UTC+01:00、UTC+02:00（夏令时）。

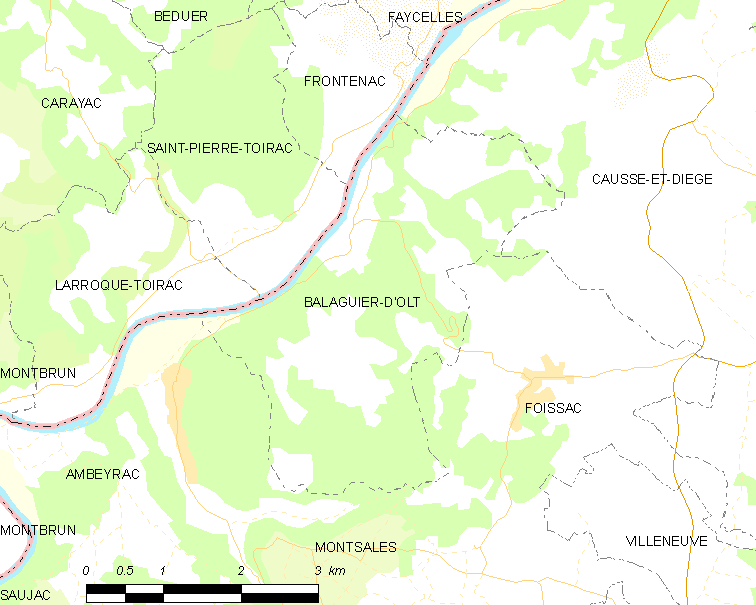
巴拉吉耶多尔特的OSM定位图

## 行政
巴拉吉耶多尔特的邮政编码为12260，INSEE市镇编码为12018。

## 政治
巴拉吉耶多尔特所属的省级选区为洛特-蒙巴济努瓦县。

## 人口

1962-2008年间巴拉吉耶多尔特人口变化图示

巴拉吉耶多尔特于2022年1月1日时的人口数量为175人。